# Galeodes citrinus
Galeodes citrinus är en spindeldjursart som beskrevs av Pocock 1895. Galeodes citrinus ingår i släktet Galeodes och familjen Galeodidae. Inga underarter finns listade i Catalogue of Life.